# August Heinrich Hoffmann von Fallersleben
August Heinrich Hoffmann, conosciuto come Hoffmann von Fallersleben (Fallersleben, 2 aprile 1798 – Corvey, 19 gennaio 1874), è stato uno scrittore tedesco.

## Biografia
Il suo percorso di studi incluse le frequentazioni dell'Università di Gottinga e di Bonn, dove si specializzò in germanistica.
Successivamente si dedicò allo studio dei classici della letteratura tedesca, a quello di filologia e della poesia popolare.
Nel 1823 si trasferì a Breslavia per intraprendere l'attività di insegnante di letteratura.
Più che ai Canti apolitici (Die unpolitischen Lieder, 1841), di carattere satirico, deve la sua fama al testo dell'inno nazionale tedesco Das Lied der Deutschen  da lui composto nel 1841 su musica scritta da Franz Joseph Haydn.
A causa della pubblicazione dei Canti apolitici perse il lavoro e iniziò a viaggiare in Europa, dalla Germania, alla Svizzera e all'Italia.
Riprese poi il ruolo di docente e ricevette una pensione.
Le sue opere più pregevoli restano i Lieder incentrati sulle esperienze dell'infanzia, apprezzati sia per la spiccata autenticità sia per l'originalità.